# Copa Amèrica de futbol de 1975
La Copa Amèrica de futbol de 1975 va ser la trentena edició de la Copa Amèrica de futbol, disputada entre el 17 de juliol i el 28 d'octubre d'aquell any. Per primera vegada a la història no hi havia una seu fixa, i tots els partits es van disputar durant l'any en cada país. A més, el torneig va canviar el seu nom, de l'anterior Campionat Sud-americà a Copa Amèrica. Totes deu federacions de la CONMEBOL hi van participar, permetent-se a l'Uruguai, que defensava el campionat, entrar a semifinals.

## Seleccions participants
- Argentina
- Bolívia
- Brasil
- Colòmbia
- Equador
- Paraguai
- Perú
- Uruguai (vigent campió)
- Veneçuela
- Xile

## Primera fase
Els equips van ser dividits en tres grups, consistents de tres equips cada un. Cada equip jugava dos partits contra cada membre del grup, atorgant-se dos punts al guanyador, un punt en cas d'empat, i cap punt als perdedors. El guanyador de cada grup avançava a semifinals.

### Grup A
| Equip     | PJ | V | E | D | GF | GC | DG  | Pts |
| --------- | -- | - | - | - | -- | -- | --- | --- |
| Brasil    | 4  | 4 | 0 | 0 | 13 | 1  | +12 | 8   |
| Argentina | 4  | 2 | 0 | 2 | 17 | 4  | +13 | 4   |
| Veneçuela | 4  | 0 | 0 | 4 | 1  | 26 | −25 | 0   |

| Veneçuela | 0–4 | Brasil                                     |
| --------- | --- | ------------------------------------------ |
|           |     | Romeu 2' · Danival 50' · Palhinha 82', 88' |

| Veneçuela   | 1–5 | Argentina                                      |
| ----------- | --- | ---------------------------------------------- |
| Iriarte 14' |     | Luque 12', 34', 66' · Kempes 30' · Ardiles 86' |

| Brasil                  | 2–1 | Argentina |
| ----------------------- | --- | --------- |
| Nelinho 31', 55' (pen.) |     | Asad 11'  |

| Argentina | 11–0 | Veneçuela |
| --- | ---- | --------- |
| D. Killer 8', 41', 62' · Gallego 14' · Ardiles 39' · Kempes 53', 81' · Zanabria 56', 64' · Bóveda 80' · Luque 85' |      |           |

| Brasil                                                                        | 6–0 | Veneçuela |
| ----------------------------------------------------------------------------- | --- | --------- |
| Roberto Batata 6', 79' · Nelinho 9' · Danival 37' · Campos 53' · Palhinha 65' |     |           |

| Argentina | 0–1 | Brasil      |
| --------- | --- | ----------- |
|           |     | Danival 45' |

### Grup B
| Equip   | PJ | V | E | D | GF | GC | DG | Pts |
| ------- | -- | - | - | - | -- | -- | -- | --- |
| Perú    | 4  | 3 | 1 | 0 | 8  | 3  | +5 | 7   |
| Xile    | 4  | 1 | 1 | 2 | 7  | 6  | +1 | 3   |
| Bolívia | 4  | 1 | 0 | 3 | 3  | 9  | −6 | 2   |

| Xile         | 1–1 | Perú      |
| ------------ | --- | --------- |
| Crisosto 10' |     | Rojas 72' |

| Bolívia        | 2–1 | Xile       |
| -------------- | --- | ---------- |
| Mezza 60', 75' |     | Gamboa 41' |

| Bolívia | 0–1 | Perú        |
| ------- | --- | ----------- |
|         |     | Ramírez 17' |

| Perú                                        | 3–1 | Bolívia          |
| ------------------------------------------- | --- | ---------------- |
| Ramírez 7' (pen.) · Cueto 26' · Oblitas 52' |     | Mezza 58' (pen.) |

| Xile                                        | 4–0 | Bolívia |
| ------------------------------------------- | --- | ------- |
| Araneda 40', 87' · Ahumada 61' · Gamboa 71' |     |         |

| Perú                                  | 3–1 | Xile               |
| ------------------------------------- | --- | ------------------ |
| Rojas 3' · Oblitas 32' · Cubillas 39' |     | Carlos Reinoso 76' |

### Grup C
| Equip    | PJ | V | E | D | GF | GC | DG | Pts |
| -------- | -- | - | - | - | -- | -- | -- | --- |
| Colòmbia | 4  | 4 | 0 | 0 | 7  | 1  | +6 | 8   |
| Paraguai | 4  | 1 | 1 | 2 | 5  | 5  | 0  | 3   |
| Equador  | 4  | 0 | 1 | 3 | 4  | 10 | −6 | 1   |

| Colòmbia | 1–0 | Paraguai |
| -------- | --- | -------- |
| Díaz 83' |     |          |

| Equador                   | 2–2 | Paraguai       |
| ------------------------- | --- | -------------- |
| Lasso 38' · Castañeda 47' |     | Kiese 16', 87' |

| Equador     | 1–3 | Colòmbia                           |
| ----------- | --- | ---------------------------------- |
| Carrera 40' |     | Ortiz 15' · Retat 75' · Castro 83' |

| Paraguai | 0–1 | Colòmbia |
| -------- | --- | -------- |
|          |     | Díaz 40' |

| Colòmbia              | 2–0 | Equador |
| --------------------- | --- | ------- |
| Díaz 15' · Calero 42' |     |         |

| Paraguai                  | 3–1 | Equador       |
| ------------------------- | --- | ------------- |
| Báez 21' · Rolón 39', 58' |     | Castañeda 31' |

## Fase final

### Semifinals
| Colòmbia                                              | 3–0 | Uruguai |
| ----------------------------------------------------- | --- | ------- |
| Angulo 53' · Ortiz 70' · Díaz 90' · De los Santos 17' |     |         |

| Brasil             | 1–3 | Perú                              |
| ------------------ | --- | --------------------------------- |
| Roberto Batata 54' |     | Casaretto 19', 88' · Cubillas 82' |

| Uruguai               | 1–0 | Colòmbia |
| --------------------- | --- | -------- |
| Morena 17' (pen.) 80' |     |          |

| Perú | 0–2 | Brasil                           |
| ---- | --- | -------------------------------- |
|      |     | Meléndez 10' (p.p.) · Campos 61' |

(*) Peru was declared the winner by the drawing of lots.

### Final
| Colòmbia   | 1–0 | Perú |
| ---------- | --- | ---- |
| Castro 38' |     |      |

| GK             |  | Zape    |  |       |
| DF             |  | Segovia |  |       |
| DF             |  | Zárate  |  |       |
| DF             |  | Escobar |  |       |
| DF             |  | Bolaño  |  |       |
| MF             |  | Umaña   |  |       |
| MF             |  | Calero  |  |       |
| MF             |  | Retat   |  |       |
| MF             |  | Rendón  |  | Surt  |
| FW             |  | Lóndero |  |       |
| FW             |  | Castro  |  |       |
| Substitutions: |  |         |  |       |
| FW             |  | Díaz    |  | Entra |
| Manager:       |  |         |  |       |
| Sánchez        |  |         |  |       |

| GK             |  | Sartor     |
| DF             |  | Soria      |
| DF             |  | Mélendez   |
| DF             |  | Chumpitaz  |
| DF             |  | Díaz       |
| MF             |  | Quesada    |
| MF             |  | Ojeda      |
| MF             |  | Rojas      |
| FW             |  | Barbadillo |
| FW             |  | Ramírez    |
| FW             |  | Oblitas    |
| Substitutions: |  |            |
| None           |  |            |
| Manager:       |  |            |
| Calderón       |  |            |

| Perú                      | 2–0 | Colòmbia |
| ------------------------- | --- | -------- |
| Oblitas 18' · Ramírez 44' |     |          |

| GK             |  | Sartor     |  |       |
| DF             |  | Soria      |  |       |
| DF             |  | Mélendez   |  |       |
| DF             |  | Chumpitaz  |  |       |
| DF             |  | Díaz       |  |       |
| MF             |  | Quesada    |  |       |
| MF             |  | Ojeda      |  |       |
| MF             |  | Rojas      |  |       |
| FW             |  | Barbadillo |  | Surt  |
| FW             |  | Ramírez    |  |       |
| FW             |  | Oblitas    |  |       |
| Substitutions: |  |            |  |       |
| MF             |  | Ruiz       |  | Entra |
| Manager:       |  |            |  |       |
| Calderón       |  |            |  |       |

| GK             |  | Zape     |
| DF             |  | Segovia  |
| DF             |  | Zárate   |
| DF             |  | Escobar  |
| DF             |  | Bolaño   |
| MF             |  | Umaña    |
| MF             |  | Calero   |
| MF             |  | Retat    |
| MF             |  | Arboleda |
| FW             |  | Lóndero  |
| FW             |  | Castro   |
| Substitutions: |  |          |
| None           |  |          |
| Manager:       |  |          |
| Sánchez        |  |          |

### Play-off final
| Perú      | 1–0 | Colòmbia |
| --------- | --- | -------- |
| Sotil 25' |     |          |

| GK             |  | Sartor    |  |       |
| DF             |  | Soria     |  |       |
| DF             |  | Mélendez  |  |       |
| DF             |  | Chumpitaz |  |       |
| DF             |  | Díaz      |  |       |
| MF             |  | Quesada   |  |       |
| MF             |  | Ojeda     |  |       |
| MF             |  | Rojas     |  | Surt  |
| FW             |  | Cubillas  |  |       |
| FW             |  | Sotil     |  |       |
| FW             |  | Oblitas   |  |       |
| Substitutions: |  |           |  |       |
| FW             |  | Ramírez   |  | Entra |
| Manager:       |  |           |  |       |
| Calderón       |  |           |  |       |

| GK             |  | Zape     |  |       |
| DF             |  | Segovia  |  |       |
| DF             |  | Zárate   |  |       |
| DF             |  | Escobar  |  |       |
| DF             |  | Bolaño   |  |       |
| MF             |  | Umaña    |  | Surt  |
| MF             |  | Calero   |  |       |
| MF             |  | Ortiz    |  |       |
| MF             |  | Arboleda |  |       |
| FW             |  | Díaz     |  | Surt  |
| FW             |  | Campaz   |  |       |
| Substitucions: |  |          |  |       |
| MF             |  | Retat    |  | Entra |
| FW             |  | Castro   |  | Entra |
| Manager:       |  |          |  |       |
| Sánchez        |  |          |  |       |

## Resultat
| Copa Amèrica 1975 |
| ----------------- |
| Perú              |
| Perú Segon títol  |

## Golejadors
4 gols
- Leopoldo Luque
- Ernesto Díaz

3 gols
- Mario Kempes
- Daniel Killer
- Ovidio Mezza
- Danival
- Nelinho
- Palhinha
- Roberto Batata
- Juan Carlos Oblitas
- Oswaldo Ramírez

2 gols
- Osvaldo Ardiles
- Mario Zanabria
- Campos
- Luis Araneda
- Miguel Ángel Gamboa
- Ponciano Castro
- Willington Ortiz
- Gonzalo Castañeda
- Hugo Enrique Kiese
- Clemente Rolón
- Enrique Casaretto
- Teófilo Cubillas
- Percy Rojas

1 gol
- Julio Asad
- Ramón Bóveda
- Américo Gallego
- Romeu
- Sergio Ahumada
- Julio Crisosto
- Carlos Reinoso
- Edgar Angulo
- Oswaldo Calero
- Eduardo Retat
- Polo Carrera
- Félix Lasso
- Carlos Báez
- César Cueto
- Hugo Sotil
- Fernando Morena
- Ramón Iriarte

En pròpia porta

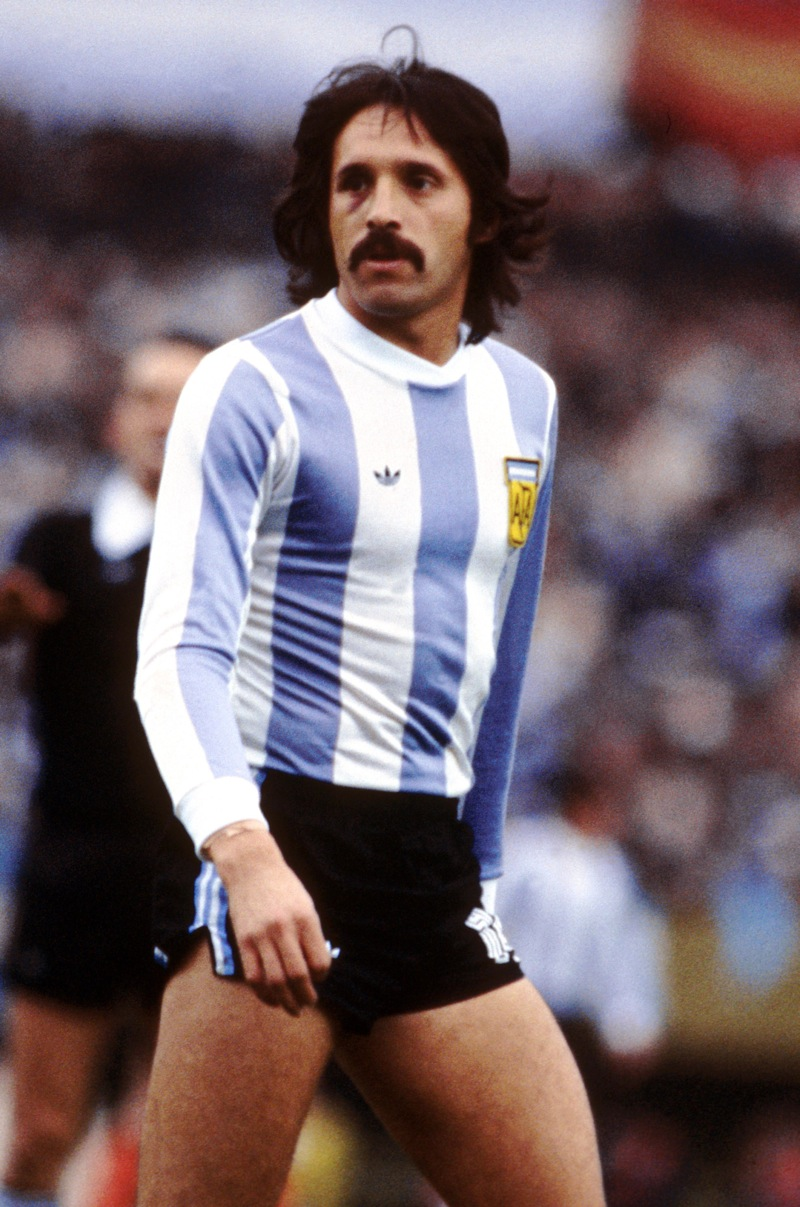
Leopoldo Luque, un dels dos màxims golejadors.

- Julio Meléndez (per Brasil)